# Santa María Apazco
Santa María Apazco là một đô thị thuộc bang Oaxaca, México. Năm 2005, dân số của đô thị này là 1629 người.